# T. J. Miller
Pour les articles homonymes, voir Todd Miller et Miller.
Todd Joseph Miller, dit T. J. Miller, est un acteur et humoriste américain, né le 4 juin 1981 à Denver, dans le Colorado.

## Biographie
Todd Joseph Miller est né le 4 juin 1981 à Denver, dans le Colorado. Sa mère, Leslie Miller, est psychologue et a des origines allemandes,autrichiennes et russe. Son père, Kent Miller, est avocat à Chanute, Kansas, il a des origines anglaises, écossaises, allemandes et suédoises. Il a un frère, Morgan.
Il a étudié à Graland Country Day School et est diplômé de Denver's East High School. En 2003, il est diplômé en psychologie de l'Université George Washington, situé à Washington, D.C. Il a également étudié à la Frichess Theatre Urbain, à Paris et à la British American Drama Academy, à Londres, où il a étudié Shakespeare pendant un été.

## Carrière
Il commence sa carrière à la télévision en 2007, où il obtient un rôle dans Carpoolers, jusqu'à l'année suivante. En 2008, il fait ses premiers pas au cinéma dans le premier volet de la trilogie Cloverfield réalisé par Matt Reeves.
En 2009, il est présent dans les films Extract et The Goods : Live Hard, Sell Hard. L'année d'après, il est présent dans quatre longs métrages : Trop belle ! avec Jay Baruchel et Alice Eve, Dragons où il prête sa voix, le thriller Unstoppable de Tony Scott avec Denzel Washington, Chris Pine, Rosario Dawson et Jessy Schram, ainsi que la comédie décalée American Trip avec Jonah Hill et Rose Byrne.
En 2011, il apparaît dans plusieurs séries Traffic Light, Happy Endings, The League et FCU : Fact Checkers Unit, ainsi que les films Yogi l'ours, Les Voyages de Gulliver et Our Idiot Brother.
En 2012, il est principalement présent sur le petit écran et joue dans Romantic Encounters with Melinda Hill, Harder Than It Looks, RVC : The Lone Shopping Network (jusqu'à l'année suivante) et il prête sa voix dans The Gorburger Show (jusqu'à l'année suivante), Dragons : Cavaliers de Beurk (jusqu'en 2014) et Souvenirs de Gravity Falls (jusqu'en 2016). Au cinéma, il tourne dans les films Rock Forever et Jusqu'à ce que la fin du monde nous sépare.
En 2014, il reprend son rôle dans Dragons 2 cette fois-ci uniquement réalisé par Dean DeBlois, il prête sa voix au film d'animation Les Nouveaux Héros de Don Hall et Chris Williams et joue également dans le nouveau volet de Transformers, intitulé Transformers : l'âge de l'extinction réalisé par Michael Bay, ainsi que Search Party de Scot Armstrong (en) et Jason Nash Is Married de Jason Nash. A la télévision, il tourne dans les séries Idiotsitter et obtient un rôle dans Silicon Valley.
En 2016, il joue un des acolytes de Ryan Reynolds dans le premier volet de Deadpool réalisé par Tim Miller, ainsi Joyeux bordel ! de Josh Gordon et Will Speck, mais également dans un épisode de la série Les Pires Profs.
L'année suivante, après avoir quitté Silicon Valley, à l'issue de la saison 4, il poursuit à la télévision et joue dans un épisode de Crashing et prête sa voix dans la série F is for Family. Il retrouve Jay Baruchel (pour son premier film en tant que réalisateur) dans Goon : Last of the Enforcers et tourne aussi dans Le Monde secret des Emojis et Walden : Life in The Woods.
En 2018, il tient un petit rôle dans Ready Player One de Steven Spielberg et reprend son rôle dans Deadpool 2 réalisé cette fois-ci par David Leitch.
En 2020, il est à l'affiche du film d'horreur Underwater aux côtés de Kristen Stewart, Vincent Cassel, Mamoudou Athie et John Gallagher.

### Accusations et problèmes avec la justice
En 2016, T.J. Miller est arrêté et emprisonné à Los Angeles après avoir agressé un chauffeur d'Uber à la suite d'un débat qu'il aurait eu au sujet de Donald Trump,. Il sort de prison, payant sa caution de 20 000$ et conclut un accord avec le conducteur en 2018.
En 2017, T.J. Miller a été accusé d'agressions sexuelles pour des faits qui remontent à ses années à l'université en 2001, durant le mouvement MeToo. La poursuivante, restée anonyme, déclare dans la presse que l'acteur est devenu violent à son égard durant des rapports sexuels et l'a étranglé puis frappé au niveau de la bouche sans son consentement. Des témoins se sont ensuite révélés, ajoutant le fait que l'histoire avait fait du bruit dans l'enceinte de l'établissement, ce qui a amené à son expulsion définitive.
L'accusation a été adressée par T.J. Miller qui déclare que ces accusations sont fausses et seulement à but de se venger de l'acteur à la suite d'histoires personnelles et utiliserait le mouvement à des fins vindicatives. À cause de ces accusations, DreamWorks Animations décide de terminer le contrat de T.J. Miller, qui devait doubler le personnage de Tuffnut Thorston dans Dragons 3 : Le Monde caché. Il sera remplacé par Justin Rupple.
Le 9 avril 2018, T.J. Miller est arrêté à New York après avoir appelé la police, alors qu'il était ivre, pour une alerte à la bombe  dans un train. L'enquête déclarera que l'acteur a appelé en pensant qu'une femme possédait une bombe dans son sac dans le train après une dispute concernant des places et après l'évacuations des passagers, aucun explosifs n'a été trouvé. Le 10 avril, TJ Miller sort de prison après avoir payé une caution à hauteur de 100 000$ et les charges contre lui seront abandonnées en 2021,.

## Filmographie

### Cinéma

#### Longs métrages
- 2008 : Cloverfield de Matt Reeves : Hudson « Hud » Platt
- 2009 : Extract de Mike Judge : Rory
- 2009 : The Goods : Live Hard, Sell Hard de Neal Brennan : Cessna Jim
- 2010 : Trop belle ! (She's out of my league) de Jim Field Smith : Stainer
- 2010 : Dragons (How to Train Your Dragon) de Dean DeBlois et Chris Sanders : Kranedur (voix)
- 2010 : Unstoppable de Tony Scott : Gilleece
- 2010 : American Trip (Get Him to the Greek) de Nicholas Stoller : Brian, le concierge
- 2011 : Yogi l'ours (Yogi Bear) d'Eric Brevig : Ranger Jones
- 2011 : Les Voyages de Gulliver (Gulliver's Travels) de Rob Letterman : Dan
- 2011 : Our Idiot Brother de Jesse Peretz : Billy Orwin
- 2012 : Rock Forever (Rock of Ages) d'Adam Shankman : Le standardiste du Rolling Stone Magazine
- 2012 : Jusqu'à ce que la fin du monde nous sépare (Seeking a Friend for the End of the World) de Lorene Scafaria : Chipper Host
- 2014 : Dragons 2 (How to Train Your Dragon 2) de Dean DeBlois : Tuffnut Thorston / Kranedur (voix)
- 2014 : Les Nouveaux Héros (Big Hero 6) de Don Hall et Chris Williams : Fred / Fredzilla (voix)
- 2014 : Transformers : l'âge de l'extinction (Transformers : Age of Extinction) de Michael Bay : Lucas
- 2014 : Search Party de Scot Armstrong (en) : Jason
- 2014 : Jason Nash Is Married de Jason Nash : Tidal
- 2015 : Hell and Back de Tom Gianas et Ross Shuman : Augie (voix)
- 2016 : Deadpool de Tim Miller : Weasel
- 2016 : Joyeux bordel ! (Office Christmas Party) de Josh Gordon et Will Speck : Clay Vanstone
- 2017 : Goon : Last of the Enforcers de Jay Baruchel : Chad Bailey
- 2017 : Le Monde secret des Emojis (The Emoji Movie) de Tony Leondis : Gene (voix)
- 2017 : Walden : Life in The Woods d'Alex Harvey : Charlie
- 2018 : Ready Player One de Steven Spielberg : I-R0k
- 2018 : Deadpool 2 de David Leitch : Weasel
- 2020 : Underwater de William Eubank : Paul Abel
- 2020 : Le Beau Rôle (The Stand-In) de Jamie Babbit

#### Courts métrages
- 2008 : Sugar. d'Alex Beh : Le businessman qui court
- 2009 : Charlie on Parole de Paul Briganti et Kevin Mead : Charlie
- 2010 : Successful Alcoholics de Jordan Vogt-Roberts : Drake
- 2010 : Night Home de Gary Breslin : Andrew
- 2011 : A Toast to Green Lantern de Liz Stewart : Green Lantern
- 2012 : Love and Germophobia de Tyler Spindel : David

### Télévision

#### Séries télévisées
- 2007 - 2008 : Carpoolers : Marmaduke Brooker
- 2010 : For a Green Card : Peter
- 2011 : Traffic Light : Jason
- 2011 : Happy Endings : Jason Shershow
- 2011 : The League : Gabriel
- 2011 : FCU : Fact Checkers Unit : Un policier
- 2012 : Romantic Encounters with Melinda Hill : Toy Story 5
- 2012 : Harder Than It Looks : Tucker
- 2012 - 2013 : RVC : The Lone Shopping Network : Terry 'Tey Jey' Jey / Tey Jay
- 2012 - 2013 : The Gorburger Show : Gorburger
- 2012 - 2014 : Dragons : Cavaliers de Beurk (Dragons : Riders of Berk) : Tuffnut Thorston (voix)
- 2012 / 2014 - 2016 : Souvenirs de Gravity Falls (Gravity Falls) : Robbie Valentino
- 2013 : The Goodwin Games : Jimmy Goodwin
- 2013 - 2015 : High School USA ! : Brad Slovee (voix)
- 2013 - 2014 : American Dad ! : Cowboy / Benji (voix)
- 2014 : Idiotsitter : Chet
- 2014 - 2017 : Silicon Valley : Erlich Bachman
- 2015 - 2018 : Dragons : Par-delà les rives (Dragons : Race to the Edge) Tuffnut Thorston (voix)
- 2016 / 2019 : Les Pires Profs (Those Who Can't) : Oncle Jack
- 2017 : Crashing : Lui-même
- 2017 - 2018 : F is for Family : Randy (voix)

#### Téléfilms
- 2009 : Waiting to Die de Ted Wass : Lonnie
- 2011 : L'Âge de glace : Un Noël de mammouths (Ice Age : A Mammoth Christmas) de Karen Disher : Prancer (voix)
- 2011 : The Assistants de Pamela Fryman : DJ Kilmer
- 2012 : Little Brother de Shawn Levy : Justin

## Voix françaises
- Christophe Lemoine dans : 
  - Silicon Valley (série télévisée)
  - Joyeux Bordel !
  - Crashing (série télévisée)
  - Goon: Last of the Enforcers

- Emmanuel Garijo dans :
  - Trop belle !
  - Jusqu'à ce que la fin du monde nous sépare
  - Transformers : L'Âge de l'extinction

- Daniel Lafourcade dans :
  - Deadpool
  - Deadpool 2
  - Underwater

- Pascal Grull dans :
  - Dragons (voix)
  - Dragons 2 (voix)

- Marc Arnaud dans :
  - Ready Player One
  - Le Beau Rôle

Et aussi
- Alexis Victor dans Cloverfield
- Romain Redler dans Yogi l'ours
- Jérémy Bardeau dans Les Voyages de Gulliver
- Jérôme Pauwels dans L'Âge de glace : Un Noël de mammouths (voix)
- Donald Reignoux dans Les Nouveaux Héros (voix)
- Jérôme Commandeur dans Le Monde secret des Emojis (voix)